# John David Taylor
John David Taylor, baron Kilclooney (ur. 24 grudnia 1937 w Armagh) – brytyjski polityk, samorządowiec i przedsiębiorca, poseł do Parlamentu Europejskiego I i II kadencji, członek Izby Gmin (1983–2001) i Izby Lordów (od 2001).

## Życiorys
Absolwent Royal School w Armagh. Uzyskał tytuł Bachelor of Arts z inżynierii lądowej na Queen’s University Belfast, specjalizował się w zakresie budowy dróg. Uzyskał też doktorat honoris causa na Uniwersytecie Wschodniośródziemnomorskim (1998). Od 1965 do 1974 partner w firmie budowlanej, w 1974 został prezesem spółki West Ulster Estates Ltd. Założył holding Alpha Newspaper Group posiadający kilkanaście tytułów prasowych i stacji radiowych, był dyrektorem gazety „Ulster Gazette” i firmy reklamowej Carrickfergus Advertiser Ltd. Współautor jednej książki, działał w organizacjach społecznych, w tym w zgromadzeniu Kościoła Prezbiteriańskiego w Irlandii.
Zaangażował się w działalność polityczną w ramach Ulsterskiej Partii Unionistycznej. W jej ramach był m.in. szefem partyjnej młodzieżówki Ulster Young Unionist Council (1960–1961) i wiceprzewodniczącym ugrupowania (1995–2001). Zasiadał we wszystkich parlamentach Irlandii Północnej: Izbie Gmin Irlandii Północnej (1965–1972), Zgromadzeniu Irlandii Północnej (1974–1975), Konwencji Konstytucyjnej (1976–1977) oraz Zgromadzeniu Irlandii Północnej (1982–1986, 1999–2007). Od 1970 do 1972 minister stanu w północnoirlandzkim resorcie spraw wewnętrznych w ramach rządów kierowanych przez Jamesa Chichester-Clarka i Briana Faulknera. Ponadto zasiadał w radzie miejskiej Castlereagh (1993–1997) oraz Zgromadzeniu Parlamentarnym Rady Europy (1990–1997).
W 1979 i 1984 wybierany posłem do Parlamentu Europejskiego. Od 1979 do 1986 należał do frakcji postępowo-demokratycznych, w 1987 przystąpił do Europejskiej Prawicy. W 1983 po raz pierwszy wybrany do Izby Gmin, uzyskiwał reelekcję w 1987, 1992 i 1997. W 2001 wykreowany parem dożywotnim, zasiadł w Izbie Lordów.

## Życie prywatne
W 1970 zawarł związek małżeński z Mary Frances Todd, ma sześcioro dzieci. 26 lutego 1972 przeżył zamach na swoje życie zorganizowany przez Oficjalną Irlandzką Armię Republikańską, został pięciokrotnie postrzelony i odniósł rany szczęki. Sprawcy zamachu nigdy nie zostali skazani. Znany z licznych kontrowersyjnych wypowiedzi, oskarżany m.in. o rasizm i postawę antyirlandzką.